# 阿卡雄站
阿卡雄站是法国的一个铁路车站，位于法国西南部海滨城市阿卡雄。

## 站名
因所在城市翻译标准的不同，"阿卡雄站"有时也称为"阿尔卡雄站"。

## 位置
阿卡雄站位于阿卡雄市区的中部，是拉莫特－阿卡雄铁路的终点站，距离波尔多大约58公里。车站大致呈东南-西北走向，是一个尽头式车站，主站房位于铁路线东北侧，而火车仅能从东南侧进出车站。

## 站台设置
| 东北↑ |      |  | 主站房 |
|       | 侧式 |  |        |
| 4道   |      |  | →      |
| 2道   |      |  | →      |
|       | 岛式 |  |        |
| 1道   |      |  | →      |
| 西南↓ |      |  |        |

## 停靠线路
以下列车线路在阿卡雄站停靠：
| 阿卡雄站列车线路表 |      |                   |          |              |
| 线路               | 车种 | 上一站            | 下一站   | 大致运行频率 |
| 巴黎—阿卡雄        | TGV  | 比加诺斯/拉泰斯特 | （终点） | 每周末3趟    |
| 波尔多—阿卡雄      | TER  | 拉泰斯特          | （终点） | 每天17趟左右 |
| 1.                 |      |                   |          |              |

## 配套交通

### 长途客车
| 停靠阿卡雄站的大巴车 |              |                                                                        |
| 上下车地点           | 运营单位     | 主要线路及目的地                                                       |
| 阿卡雄站门口         | XL'R         | 46：比斯卡罗斯、波讷地区帕朗提                                         |
| 阿卡雄站门口         | SNCF Car TER | （当某段铁路线施工或罢工时，SNCF可能会提供途径该线路沿途站点的大巴车） |
| 阿卡雄市区           | Flixbus      | 昂古莱姆、观测未来公园、巴黎                                           |
| 1. 2. 3. 4.          |              |                                                                        |

### 城市公共交通
| 阿卡雄站附近的市内公共交通线路 |              | |
| 公交车站名称                   | 位置         | 停靠线路 |
| 阿卡雄火车站                   | 阿卡雄站门口 | 1：阿卡雄-火车站 ↔ 拉泰斯特德比克-皮拉沙丘 3：阿卡雄-火车站 ↔ 拉泰斯特德比克-康复中心 7：阿卡雄-火车站 ↔ 居让梅斯特拉斯-媒体中心 |
| 1.                             |              | |

### 社会车辆
阿卡雄站门口设有社会车辆停车场。

## 临近车站
| 阿卡雄站（Gare d'Arcachon）    |                    |          |
| 上行车站                       | 线路               | 下行车站 |
| 拉泰斯特站 3.3km ←             | 拉莫特－阿卡雄铁路 | （终点） |
| - 本表仅显示运营中的线路及车站 |                    |          |